# AFFECT ON YOUR BRAIN
『AFFECT ON YOUR BRAIN』（アフェクト・オン・ユア・ブレイン）はFEEL SO BADの1枚目のアルバム。

## 内容
唯一の2人編成で、EARTHSHAKERの西田昌史と共同プロデュースで行い、最大のヒット作となったオリジナル・アルバム。

## 批評
CDジャーナルは「ポップなメロディそのままに、音は下手なメタルバンドより遥かにブ厚い」と評した。

## 収録曲
1. 口唇に銃（ガン）を押しあてて
2. ポルシェをくれるまでは…
3. 愛されたい YEAH, YEAH (New Mix)
4. You're rollin' down
5. アタシは平気
6. Fukin' 権力
7. 極悪非道な罪人たちよ
8. V8DASE
9. 積み木の城
10. Ready or not (New Mix)
11. DABOS LEEF

作詞：川島だりあ(#1 - 10)
作曲：FEEL SO BAD(#ALL)
編曲：倉田冬樹(#ALL)

## レコーディング参加
- 菅沼孝三 - ドラム(#1 - 10)
- 小野塚晃（DIMENSION） - ピアノ(#9, 11)
- 澤野博敬 - トランペット(#4)
- 池田大介 - シンセサイザー(#9)